# Rolando Etchepare
Rolando Sergio Etchepare Harismendy (Concepción, 6 ottobre 1929 – Concepción, 1º luglio 2004) è stato un cestista cileno.

## Carriera
Con il Cile ha disputato i Giochi olimpici del 1956, a Melbourne, giocando 7 partite, oltre a due edizioni dei Campionati del mondo (1954, 1959).